# Leukippos (Metapont)

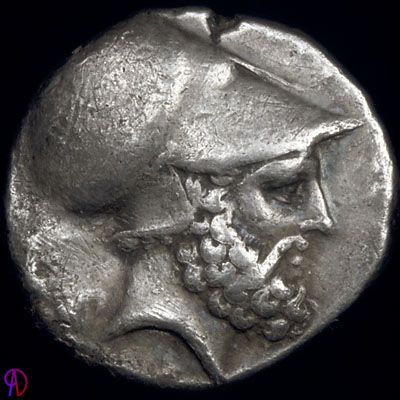
Leukippos mit korinthischem Helm auf einer metapontischen Silberdrachme.

Leukippos (altgriechisch Λεύκιππος Leúkippos) ist eine Figur der griechischen Mythologie. Er gilt als mythisch-archaischer Gründer der Stadt Metapont, wo er Achaier ansiedelte. Das Land der Stadt erwirbt er von den Tarentinern durch Betrug.
Darstellungen des Leukippos finden sich auf metapontischen Silber- und Goldmünzen, auf denen er teils mit der Beischrift ΛΕΥΚΙΠΠΟΣ, teils ohne diese gezeigt wird. Er ist auf den Darstellungen stets mit Helm zu sehen.